# Египетский референдум по Федерации Арабских Республик (1971)
Референдум по Федерации Арабских Республик прошёл в Египте 1 сентября 1971 года одновременно с аналогичными референдумами в Ливии и Сирии. Образование Федерации Арабских Республик было одобрено подавляющим большинством в 99,96 % голосов при явке избирателей 98,1 %.
Референдумы в Ливии и Сирии также одобрили создание Федерации и 17 апреля 1971 года в одной из ливийских столиц — городе Бенгази египетским, сирийским и ливийским руководителями был подписан договор о создании Федерации Арабских Республик. Федерация просуществовала до 1977 года.